# ゴクラック県
ゴクラック県（ゴクラックけん、ベトナム語：Huyện Ngọc Lặc / 縣玉勒? ）は、ベトナム社会主義共和国タインホア省の県。面積は497.2 km²、人口は136,210人（2018年）である。

## 行政区画
1市鎮20社を管轄する。